# Сінець (Вармінсько-Мазурське воєводство)
Сінець (пол. Siniec, нім. Groß Blaustein) — село в Польщі, у гміні Сроково Кентшинського повіту Вармінсько-Мазурського воєводства.
Населення — 228 осіб (2011).
У 1975-1998 роках село належало до Ольштинського воєводства.

## Демографія
Демографічна структура станом на 31 березня 2011 року:
|          | Загалом | Допрацездатний вік | Працездатний вік | Постпрацездатний вік |
| -------- | ------- | ------------------ | ---------------- | -------------------- |
| Чоловіки | 112     | 20                 | 81               | 11                   |
| Жінки    | 116     | 23                 | 69               | 24                   |
| Разом    | 228     | 43                 | 150              | 35                   |